# Peresopnîțea (Verhivsk), Rivne
Peresopnîțea (în ucraineană Пересопниця) este un sat în comuna Verhivsk din raionul Rivne, regiunea Rivne, Ucraina.

## Demografie
Componența lingvistică a localității Peresopnîțea
     Ucraineană (100%)
Conform recensământului din 2001, toată populația localității Peresopnîțea era vorbitoare de ucraineană (100%).